# فریدل اوریارته
فریدلاوریارته (انگلیسی: Fidel Uriarte; ۱ مارس ۱۹۴۵ – ۱۹ دسامبر ۲۰۱۶) بازیکن فوتبال اهل اسپانیا بود.
وی همچنین برندهٔ جوایزی همچون جایزه پیچیچی شده‌است.
از باشگاه‌هایی که در آن بازی کرده‌است می‌توان به باشگاه فوتبال اتلتیک بیلبائو، باشگاه فوتبال اتلتیک بیلبائو بی، و باشگاه فوتبال مالاگا اشاره کرد.
وی همچنین در تیم‌های ملی فوتبال Spain U18 و زیر ۲۳ سال اسپانیا و Spain amateur و اسپانیا بازی کرده‌است.